# Reijo Taipale
Reijo Toivo Taipale, född 9 mars 1940 i Miehikkälä, död 26 april 2019 i Helsingfors, var en finländsk sångare och ett av det främsta namnen inom den finska tangovärlden.
Taipales skivor har sålt över en miljon och nått både platina- och guldframgångar. Han var ett av de största namnen inom den finska tangovärlden inte minst genom sin tolkning av Unto Mononens tango Satumaa, en låt som vid ett flertal tillfällen har kallats "Finlands nationaltango". Reijo Taipale sade själv att han har framfört den klassiska låten minst 7 000 gånger under sin karriär.
År 2015 tilldelades Reijo Taipale Pro Finlandia-medaljen.